# Апонасково
Апонасково — деревня в Велижском районе Смоленской области России. Входит в состав Селезнёвского сельского поселения. Население — 11 жителей (2007 год). 
Расположена в северо-западной части области в 19 км к северо-востоку от Велижа, в 18 км северо-восточнее автодороги Р133 Смоленск — Невель. В 80 км южнее деревни расположена железнодорожная станция Голынки на линии Смоленск — Витебск. 
| 2007 |
| ---- |
| 11   |

## История
В годы Великой Отечественной войны деревня была оккупирована гитлеровскими войсками в июле 1941 года, освобождена в сентябре 1943 года.